# Sam's Town
Sam's Town er det 2. udgivne album fra bandet The Killers

## Spor
Albummet består af følgende sange.
1. "Sam's Town"
2. "Enterlude"
3. "When You Were Young"
4. "Bling (Confession Of A King)"
5. "For Reasons Unknown"
6. "Read My Mind"
7. "Uncle Jonny"
8. "Bones"
9. "My List"
10. "This River Is Wild"
11. "Why Do I Keep Counting?"
12. "Exitlude"